# Ingleborough
Der Ingleborough ist mit 723 m der zweithöchste Berg in den Yorkshire Dales in Nordengland und mit einer Schartenhöhe von 427 m ein Marilyn. Der Berg liegt im Südwesten der Yorkshire Dales und ist der höchste Punkt in einem Dreieck, das von den Orten Ingleton, Ribblehead und Settle gebildet wird.
Der Name des Berges leitet sich aus dem Altenglischen her. Der Ausdruck "burh" bedeutet 'befestigter Platz' und tatsächlich liegen an der Nord- und Ostseite des Gipfels die Überreste einer Befestigungsanlage, die den Brigantes, dem größten Stamm der Eisenzeit in Britannien zugeschrieben wird.
Das Gipfel-Plateau hat einem Umfang von etwa 800 m und trägt eine dünne Grasnarbe. Auf dem Gipfel befindet sich ein Windschutz mit einer Erklärung der Aussicht. An klaren Tagen reicht der Blick bis zum 166 km entfernten Manod Mawr in Snowdonia in Nord-Wales. Gut sichtbar sind auch die Berge des Lake District Nationalparks wie etwa der Helvellyn. Der Blick reicht auch hinüber bis zur Stadt Lancaster und auf die angrenzende Morecambe Bay. Auf dem Gipfel befinden sich eine Markierung und ein trigonometrischer Punkt der Ordnance Survey (Nr. S. 5619).
Ingleborough kann als Teil des Three-Peaks-Walks von verschiedenen Seiten bestiegen werden.